# Hoffmannia valerioi
Hoffmannia valerioi är en måreväxtart som beskrevs av Paul Carpenter Standley. Hoffmannia valerioi ingår i släktet Hoffmannia och familjen måreväxter. Inga underarter finns listade i Catalogue of Life.